# Superunknown
A Superunknown az amerikai grunge együttes, a Soundgarden negyedik albuma, mely 1994. március 8-án jelent meg. Kritikai és kereskedelmi siker volt, meghozta az áttörést az együttes számára. A Billboard 200 élére került, világszerte a listák elején állt. Az öt kislemezből kettő nyert Grammy-díjat. 1995-ben a lemezt a legjobb rockalbumnak járó Grammy-díjra jelölték. Ötszörös platina lett az Egyesült Államokban, ezzel a Soundgarden legsikeresebb albuma.
2003-ban 336. lett a Rolling Stone magazin „Minden idők 500 legjobb albuma” listáján. A magazin a 90-es évek 100 legjobb albumát felvonultató listáján a 38. lett. Szerepel az 1001 lemez, amit hallanod kell, mielőtt meghalsz című könyvben.

## Az album dalai
|     | Cím                             | Szerző(k)           | Szöveg           | Hossz |
| --- | ------------------------------- | ------------------- | ---------------- | ----- |
| 1.  | Let Me Drown                    | Chris Cornell       | Cornell          | 3:51  |
| 2.  | My Wave                         | Cornell, Kim Thayil | Cornell          | 5:12  |
| 3.  | Fell on Black Days              | Cornell             | Cornell          | 4:42  |
| 4.  | Mailman                         | Matt Cameron        | Cornell          | 4:25  |
| 5.  | Superunknown                    | Cornell, Thayil     | Cornell          | 5:06  |
| 6.  | Head Down                       | Ben Shepherd        | Shepherd         | 5:06  |
| 7.  | Black Hole Sun                  | Cornell             | Cornell          | 5:18  |
| 8.  | Spoonman                        | Cornell             | Cornell          | 4:06  |
| 9.  | Limo Wreck                      | Cameron, Thayil     | Cornell          | 5:47  |
| 10. | The Day I Tried to Live         | Cornell             | Cornell          | 5:19  |
| 11. | Kickstand                       | Thayil              | Cornell          | 1:34  |
| 12. | Fresh Tendrils                  | Cameron             | Cornell, Cameron | 4:16  |
| 13. | 4th of July                     | Cornell             | Cornell          | 5:08  |
| 14. | Half                            | Shepherd            | Shepherd         | 2:14  |
| 15. | Like Suicide                    | Cornell             | Cornell          | 7:01  |
| 16. | She Likes Surprises (bónuszdal) | Cornell             | Cornell          | 3:17  |

## Közreműködők
- Chris Cornell – ének, gitár
- Kim Thayil – gitár
- Ben Shepherd – basszusgitár, ének a Half-on, háttérénekes a Spoonman-en, dob és ütőhangszerek a Head Down-on, gitár a Half-on
- Matt Cameron – dob, ütőhangszerek, mellotron a Mailman-en
- Artis the Spoonman – kanál a Spoonman-en
- Michael Beinhorn – producer, zongora a Let Me Drown-on
- Gregg Keplinger – dobok és ütőhangszerek Head Down-on
- Natasha Shneider – clavinet a Fresh Tendrils-en
- April Acevez – brácsa a Half-on
- Justine Foy – cselló a Half-on
- Soundgarden – producer
- David Collins - hangrögzítés, felvétel
- Jason Corsaro – hangrögzítés
- Adam Kasper – hangrögzítés
- Brendan O'Brien - keverés, mixelés

## Helyezések slágerlistákon
| Év   | Lista              | Helyezés |
| ---- | ------------------ | -------- |
| 1994 | US Billboard 200   | 1        |
| 1994 | Ausztrália         | 1        |
| 1994 | Új-Zéland          | 1        |
| 1994 | Kanada             | 2        |
| 1994 | Svédország         | 3        |
| 1994 | Egyesült Királyság | 4        |
| 1994 | Norvégia           | 5        |
| 1994 | Svájc              | 9        |
| 1994 | Hollandia          | 11       |
| 1994 | Ausztria           | 12       |
| 1994 | Németország        | 13       |
| 1994 | Magyarország       | 30       |

| Év   | Kislemez                | Lista                     | Helyezés |
| ---- | ----------------------- | ------------------------- | -------- |
| 1994 | Spoonman                | US Mainstream Rock Tracks | 3        |
| 1994 | Spoonman                | US Modern Rock Tracks     | 9        |
| 1994 | Spoonman                | New Zealand Singles Chart | 10       |
| 1994 | Spoonman                | Canadian Singles Chart    | 12       |
| 1994 | Spoonman                | Brit kislemezlista        | 20       |
| 1994 | Spoonman                | Australian Singles Chart  | 23       |
| 1994 | Spoonman                | Ír slágerlista            | 23       |
| 1994 | Spoonman                | Dutch Singles Chart       | 37       |
| 1994 | Spoonman                | Swedish Singles Chart     | 37       |
| 1994 | The Day I Tried to Live | UK Singles Chart          | 42       |
| 1994 | Black Hole Sun          | US Mainstream Rock Tracks | 1        |
| 1994 | Black Hole Sun          | Latvian Singles Chart     | 2        |
| 1994 | Black Hole Sun          | US Modern Rock Tracks     | 2        |
| 1994 | Black Hole Sun          | Canadian Singles Chart    | 5        |
| 1994 | Black Hole Sun          | Australian Singles Chart  | 6        |
| 1994 | Black Hole Sun          | Irish Singles Chart       | 7        |
| 1994 | Black Hole Sun          | French Singles Chart      | 10       |
| 1994 | Black Hole Sun          | UK Singles Chart          | 12       |
| 1994 | Black Hole Sun          | Swedish Singles Chart     | 19       |
| 1994 | Black Hole Sun          | New Zealand Singles Chart | 22       |
| 1994 | Black Hole Sun          | Dutch Singles Chart       | 25       |
| 1994 | Black Hole Sun          | German Singles Chart      | 26       |
| 1994 | Fell on Black Days      | US Mainstream Rock Tracks | 4        |
| 1994 | Fell on Black Days      | US Modern Rock Tracks     | 13       |
| 1994 | Fell on Black Days      | Dutch Singles Chart       | 45       |
| 1994 | Fell on Black Days      | Canadian Singles Chart    | 66       |
| 1994 | My Wave                 | US Mainstream Rock Tracks | 11       |
| 1994 | My Wave                 | US Modern Rock Tracks     | 18       |
| 1994 | My Wave                 | New Zealand Singles Chart | 46       |
| 1994 | My Wave                 | Australian Singles Chart  | 50       |
| 1994 | My Wave                 | Canadian Singles Chart    | 66       |
| 1995 | Fell on Black Days      | Irish Singles Chart       | 14       |
| 1995 | Fell on Black Days      | UK Singles Chart          | 24       |
| 1995 | The Day I Tried to Live | US Mainstream Rock Tracks | 13       |
| 1995 | The Day I Tried to Live | US Modern Rock Tracks     | 25       |

## Elismerések
The information regarding accolades attributed to Superunknown is adapted in part from AcclaimedMusic.net.
| Publikáció        | Ország             | Elismerés                                                                                 | Év   | Helyezés |
| ----------------- | ------------------ | ----------------------------------------------------------------------------------------- | ---- | -------- |
| Alternative Press | USA                | "The 90 Greatest Albums of the 90s/A '90-es évek 90 legjobb albuma"                       | 1998 | 18       |
| Pause & Play      | USA                | "The 90s Top 100 Essential Albums/a '90-es évek 100 leglényegesebb albumai"               | 1999 | 11       |
| Rolling Stone     | USA                | "The 500 Greatest Albums of All Time/Minden idők 500 legjobb albuma"                      | 2003 | 336      |
| Spin              | USA                | "Top 90 Albums of the 90s/A '90-es évek 90 legjobb albuma"                                | 1999 | 70       |
| Kerrang!          | Egyesült Királyság | "100 Albums You Must Hear Before You Die/100 album melyet hallanod kell mielőtt meghalsz" | 1998 | 70       |
| Muziekkrant OOR   | Hollandia          | "The 100 Best Albums of 1991-1995/A száz legjobb album 1991 és 1995 között"               | 1995 | 49       |